# نیروگاه هسته‌ای بیلیبینو
نیروگاه هسته‌ای بیلیبینو (به لاتین: Bilibino Nuclear Power Plant) یک نیروگاه هسته‌ای در روسیه است که در بیلیبینو واقع شده‌است.